# Ceccarini (famiglia)
La Famiglia Ceccarini, originaria di Fano, ha dato pittori e un ecclesiastico dedito all'incisione. Sebastiano, orfano di padre, fu allevato dallo zio materno Giuseppe Fanelli, parroco a Fano. Padre di molti figli, li istruì nell'arte pittorica e si occupò anche della educazione artistica del nipote Carlo Magini.

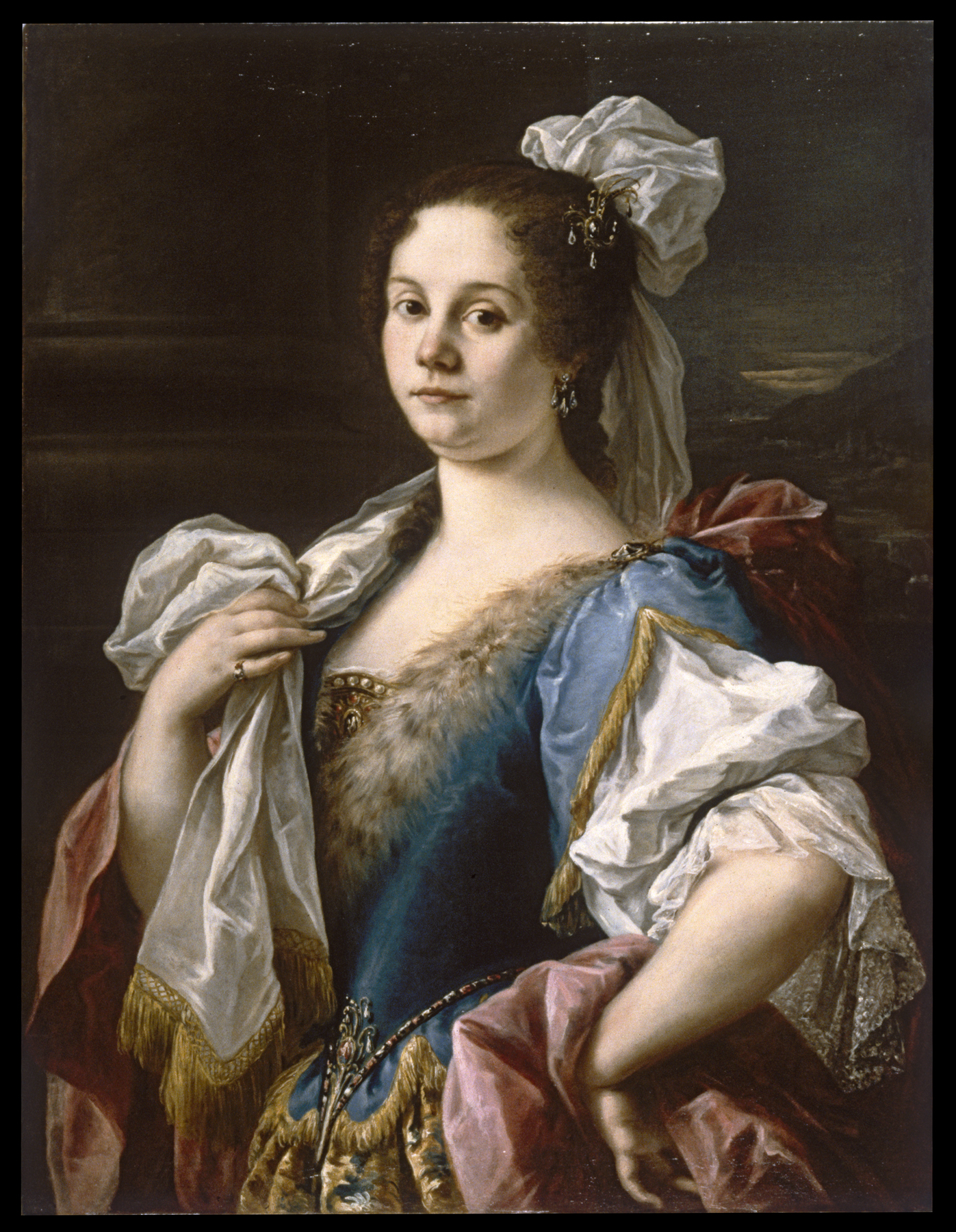
Sebastiano Ceccarini - Ritratto di nobildonna, 1750 circa Walters Art Museum

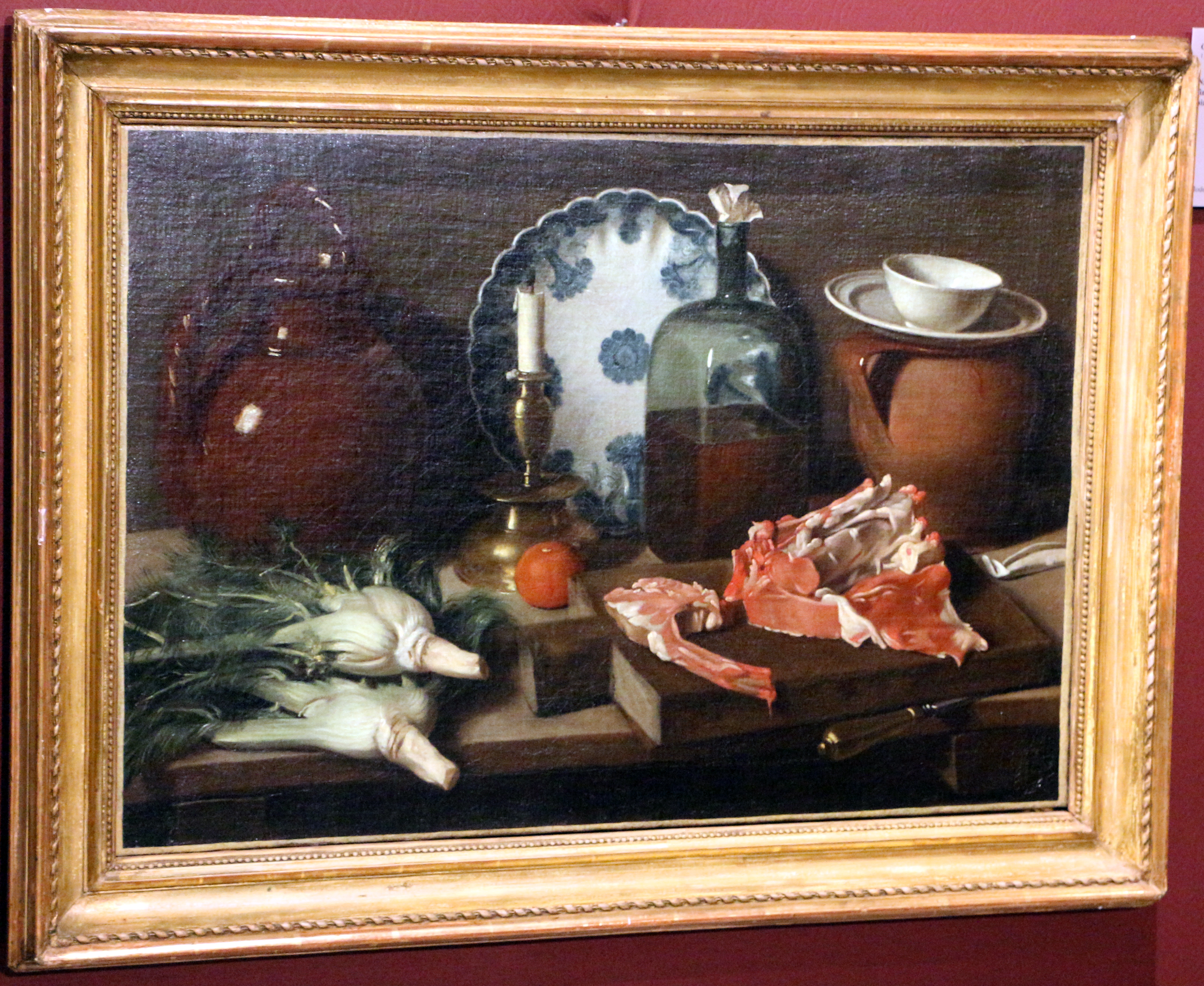
Carlo Magini, Natura morta con carré di vitello, finocchi, candela, bottiglia e piatto di ceramica

## Storia
- Sebastiano Ceccarini, pittore (Fano, 1703-Fano, 1783), figlio di Carlo Antonio e di Maria Lavinia Fanelli, fu allievo di Francesco Mancini che seguì a Roma. Dipinse soggetti religiosi e ritratti, in parte conservati in chiese e nella Pinacoteca di Fano. Si ispirava a Guido Reni e a Carlo Maratta. Sposò Candida Marini. Tra i sopravvissuti dei suoi undici figli: Carlo canonico e incisore, Giuseppe pittore, Nicola pittore, Reginalda (1753-1835) che servì da modella al padre e che nel 1773 si fece monaca carmelitana, nel convento di Santa Teresa a Fano. Nella Pinacoteca civica di Fano c'è un Autoritratto di Ceccarini mentre dipinge la figlia monaca, databile circa 1773. Un Ritratto di Reginalda è ad Arezzo, in collezione privata.
- Elisabetta Ceccarini, sorella di Sebastiano. Suo figlio è stato Carlo Magini, pittore.
- Carlo Ceccarini, canonico, scrittore e incisore (Roma, 1739-Fano, 1819), figlio primogenito di Sebastiano. Studiò disegno a Roma e fu poi insegnante di Lettere a Parigi. Di lui si conoscono molte incisioni, tra cui le sessantasette tavole e il frontespizio di Antichità di Pozzuolo, di cui scrisse il testo illustrativo,[3] e una tavola rappresentante la macchina per festeggiamenti a Fano per l'elezione di Clemente XIII.[4]
- Nicola Ceccarini, pittore (1741-1812), secondogenito di Sebastiano.
- Giuseppe Ceccarini, pittore (Roma, 1742-Fano, 1811), terzogenito di Sebastiano. A Fano, sposò Angiola Rivelli e visse prima nella casa del suocero, poi trasferì la famiglia a casa del padre. Dalla moglie ebbe otto figli. Costante collaboratore del padre Sebastiano, affermato pittore, è ricordato per dipinti di grandi dimensioni a soggetto religioso e per tele di contenute dimensioni, adatte per culto in famiglia.
- Carlo Magini, pittore (Fano, 1720-Fano, 1806), figlio di Elisabetta Ceccarini e di Francesco Magini, di professione orefice. A Fano sposò Michelina Polinori, da cui nacque Francesca, poi nel 1750 Balbina, quindi Arcangelo, Casimiro morto in fasce e Massimiliana Eusebia nata nel 1766. Pittore di nature morte, con oggetti di uso quotidiano, dipinse anche pale d'altare.